# Rafael Leão
Pour les articles homonymes, voir Leão.
Rafael Alexandre Conceição Leão, dit Rafael Leão, né le 10 juin 1999 à Almada au Portugal, est un footballeur international portugais qui évolue au poste d'attaquant à l’AC Milan
En 2022, il remporte le championnat d'Italie et est élu meilleur joueur de l'année de Serie A.

## En club

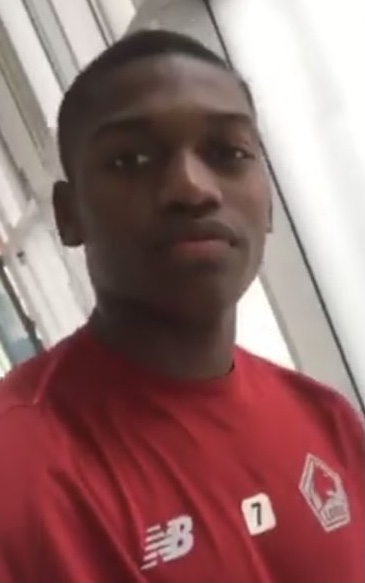
Rafael Leão en août 2018 avec le LOSC pendant sa pre-saison en été.

### Formation et débuts professionnels au Sporting CP (2017-2018)
Avec les moins de 19 ans du Sporting CP, il inscrit cinq buts et délivre trois passes décisives lors de l'UEFA Youth League et est impliqué dans 73% des buts de son équipe.
Il débute dans le championnat portugais de première division le 11 février 2018, face à Feirense, match au cours duquel il joue 21 minutes. Il dispute ensuite onze jours plus tard un match contre le FK Astana, en Ligue Europa, où il joue 16 minutes. Il délivre sa première passe décisive face à Moreirense, avant de marquer son premier but face au FC Porto le 2 mars 2018 en Liga Nos, ce qui n'empêche pas la défaite de ses coéquipiers (2-1).
En juin 2018, il résilie de manière unilatérale son contrat avec le Sporting CP, à la suite des problèmes sportifs et financiers rencontrés par le club lisboète.

### Transfert au LOSC Lille (2018-2019)
Au début du mois d'août 2018, il s'engage gratuitement pour cinq saisons avec le club français du LOSC Lille. Le club portugais fait part de son mécontentement, jugeant ce transfert «inacceptable» et dépose plainte auprès de la FIFA en réclamant 45 millions d'euros au LOSC, correspondant au montant de la clause libératoire du joueur.
Au début du mois de septembre 2018, le joueur réclame la résiliation de son contrat avec le club nordiste. En effet, le bail du jeune lusitanien n'est toujours pas homologué par la LFP, à la suite des sanctions infligées par la DNCG, conséquence directe des difficultés financières rencontrées par le LOSC. Quelques instants plus tard, la DNCG valide les derniers contrats du LOSC encore en attente: ceux de Jérémy Pied, Fernando Costanza (en), Rui Fonte, et enfin Rafael Leão.
Rafael Leão effectue finalement ses débuts en Ligue 1 le 30 septembre 2018, lors de la réception de l'Olympique de Marseille (victoire 3-0). Il entre sur le terrain en fin de match, en remplacement de son coéquipier Loïc Rémy. Il est pour la première fois titulaire avec le LOSC le 27 octobre 2018, lors de la réception du SM Caen. C'est lors de ce match qu'il inscrit son premier but en championnat (seul et unique but de la rencontre). Il inscrit huit buts en vingt-six matchs lors de sa seule saison sous le maillot lillois.

### Révélation au Milan AC (2019-)
Le 1er août 2019, Rafael Leão signe un contrat de cinq saisons avec l'AC Milan, le transfert est estimé à 35 millions d'euros. Il joue son premier match sous ses nouvelles couleurs le 25 août suivant, lors de la première journée de la saison 2019-2020 de Serie A face à l'Udinese Calcio. Il entre en jeu à la place de Samu Castillejo lors de cette rencontre perdue par son équipe (1-0). Il inscrit son premier but le 29 septembre 2019 contre l'ACF Fiorentina, lors d'un match de championnats perdu par les Milanais (1-3).
Le 19 mars 2020, le TAS condamne le joueur à verser 16,5M€ au Sporting CP pour de rupture unilatérale de contrat.
Le 4 octobre 2020, il réalise son premier doublé avec le Milan, lors d'une victoire en championnat face à Spezia Calcio (3-0). Le 29 octobre suivant, il participe à la victoire par trois buts à zéro de son équipe en Ligue Europa face au Sparta Prague en marquant un but, son premier en coupe d'Europe.
Le 20 décembre 2020, Leão     inscrit lors de la victoire de l'AC Milan 2-1 face à Sassuolo le but le plus rapide de l'histoire de la Serie A après seulement six secondes de jeu.
Leão est sacré champion d'Italie avec le Milan lors de la saison 2021-2022. L'ailier portugais de 22 ans joue un rôle majeur dans ce titre, étant l'auteur de onze buts et dix passes décisives en 34 matchs de Serie A. Ses prestations lui permettent d'être élu meilleur joueur du championnat.
Le 3 septembre 2022, Leão se fait remarquer en étant l'auteur d'un doublé lors du Derby de la Madonnina face au rival de l'Inter Milan, en championnat. Titulaire, il est également l'auteur d'une passe décisive pour Olivier Giroud et permet ainsi à son équipe de s'imposer par trois buts à deux.
Le 2 juin 2023, Rafael Leão prolonge son contrat avec le Milan AC jusqu'en juin 2028.
Lors de la saison 2023-2024, il est élu Joueur du mois de la Serie A en septembre.

## En équipe nationale

### Avec les jeunes (2015-2021)
D'origine angolaise, Leão fait le choix de la sélection portugaise[réf. nécessaire].
Avec l'équipe nationale des moins de 17 ans du Portugal, Leão participe au championnat d'Europe des moins de 17 ans en 2016. Dans cette compétition, il joue cinq matchs sur six, ne jouant pas contre les Pays-Bas en demi-finale. En finale contre l'Espagne, Leão remplace Domingos Quina à la 79e minute ; le Portugal remporte la compétition pour la sixième fois, après une victoire aux tirs au but 5-4 à la suite d'un match nul 1-1 en prolongation.
Avec les moins de 19 ans, Leão participe au championnat d'Europe des moins de 19 ans en 2017, contribuant à la deuxième place, après une défaite en finale contre l'Angleterre. À la Coupe du monde U-20 2019 en Pologne, il joue les trois matchs et marque le seul but lors d'un match nul 1-1 contre l'équipe des moins de 20 ans d'Afrique du Sud, son équipe ne réussit pas à passer la phase de groupes.
Le 10 novembre 2017, à 18 ans, Leão honore sa première sélection pour l'équipe des moins de 21 ans, jouant 31 minutes lors d'un match nul 1-1 à l'extérieur contre la Roumanie pour les éliminatoires du championnat d'Europe des moins de 21 ans 2019. Il marque son premier but à ce niveau le 10 septembre 2019, lors d'une victoire 2-0 en Biélorussie pour la campagne de qualification au championnat d'Europe des moins de 21 ans de 2021. En mars 2021, Leão participe au championnat d'Europe des moins de 21 ans 2021, aidant le Portugal à terminer en tant que finaliste, défait en finale 1-0 contre l'Allemagne.

### Avec les A (2021-)

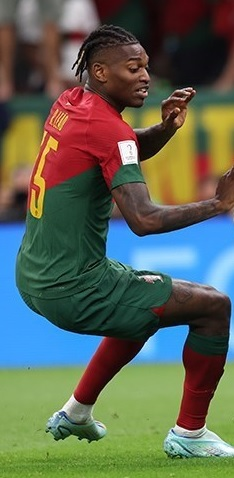
Leão lors d'un match de phase de groupes contre l'équipe nationale de football de l'Uruguay à la Coupe du Monde FIFA 2022

Le 5 octobre 2021, Leão est appelé pour la première fois en équipe nationale du Portugal, en remplacement de Rafa Silva, blessé. Quatre jours plus tard, il fait ses débuts internationaux, remplaçant Cristiano Ronaldo à la mi-temps et fournissant la passe décisive pour le but d'André Silva lors d'une victoire en match amical 3-0 contre le Qatar.
En octobre 2022, il est sélectionné dans la liste préliminaire de 55 joueurs de l'équipe du Portugal pour la Coupe du monde 2022 au Qatar, étant finalement inclus dans la liste de 26 joueurs pour le tournoi. Le 25 novembre, Leão marque son premier but international, scellant la victoire 3-2 du Portugal en phase de groupes contre le Ghana. Leão inscrit un deuxième but en Coupe du monde le 6 décembre lorsqu'il scelle la victoire 6-1 du Portugal contre la Suisse en huitièmes de finale.
En mai 2024, il fait partie de la liste des 26 joueurs convoqués par Roberto Martinez pour disputer l'Euro 2024.

## Statistiques
| Saison                | Club                  | Championnat           | Championnat | Championnat | Championnat | Coupe(s) nationale(s) | Coupe(s) nationale(s) | Coupe(s) nationale(s) | Supercoupe | Supercoupe | Supercoupe | Compétition(s) continentale(s) | Compétition(s) continentale(s) | Compétition(s) continentale(s) | Compétition(s) continentale(s) | Portugal | Portugal | Portugal | Total | Total | Total |
| Saison                | Club                  | Division              | M.          | B.          | P.d.        | M.                    | B.                    | P.d.                  | M.         | B.         | P.d.       | Comp.                          | M.                             | B.                             | P.d.                           | M.       | B.       | P.d.     | M.    | B.    | P.d.  |
| 2017-2018             | Sporting CP           | Liga NOS              | 3           | 1           | 1           | 1                     | 1                     | 0                     | -          | -          | -          | C3                             | 1                              | 0                              | 0                              | -        | -        | -        | 5     | 2     | 1     |
| 2018-2019             | Lille OSC             | Ligue 1               | 24          | 8           | 3           | 2                     | 0                     | 0                     | -          | -          | -          | -                              | -                              | -                              | -                              | -        | -        | -        | 26    | 8     | 3     |
| 2019-2020             | AC Milan              | Serie A               | 31          | 6           | 1           | 2                     | 0                     | 1                     | -          | -          | -          | -                              | -                              | -                              | -                              | -        | -        | -        | 33    | 6     | 2     |
| 2020-2021             | AC Milan              | Serie A               | 30          | 6           | 6           | 2                     | 0                     | 0                     | -          | -          | -          | C3                             | 8                              | 1                              | 0                              | -        | -        | -        | 40    | 7     | 6     |
| 2021-2022             | AC Milan              | Serie A               | 34          | 11          | 8           | 4                     | 2                     | 1                     | -          | -          | -          | C1                             | 4                              | 1                              | 1                              | 9        | 0        | 1        | 51    | 14    | 11    |
| 2022-2023             | AC Milan              | Serie A               | 35          | 15          | 8           | 1                     | 0                     | 0                     | 1          | 0          | 0          | C1                             | 11                             | 1                              | 4                              | 11       | 3        | 3        | 59    | 19    | 15    |
| 2023-2024             | AC Milan              | Serie A               | 34          | 9           | 9           | 2                     | 2                     | 0                     | -          | -          | -          | C1+C3                          | 5+6                            | 1+3                            | 0+3                            | 12       | 1        | 1        | 59    | 16    | 13    |
| 2024-2025             | AC Milan              | Serie A               | 34          | 8           | 8           | 5                     | 1                     | 1                     | 1          | 0          | 1          | C1                             | 10                             | 3                              | 1                              | 9        | 1        | 2        | 59    | 13    | 13    |
| 2025-2026             | AC Milan              | Serie A               | 0           | 0           | 0           | 1                     | 1                     | 0                     | 0          | 0          | 0          | -                              | 0                              | 0                              | 0                              | 0        | 0        | 0        | 1     | 1     | 0     |
| Sous-total            | Sous-total            | Sous-total            | 198         | 55          | 40          | 17                    | 6                     | 3                     | 2          | 0          | 1          | -                              | 44                             | 10                             | 9                              | 41       | 5        | 7        | 302   | 76    | 60    |
| Total sur la carrière | Total sur la carrière | Total sur la carrière | 225         | 64          | 44          | 20                    | 7                     | 3                     | 2          | 0          | 1          | -                              | 45                             | 10                             | 9                              | 41       | 5        | 7        | 333   | 86    | 64    |

### En sélection
| Liste des sélections de Rafael Leão | Liste des sélections de Rafael Leão | Liste des sélections de Rafael Leão | Liste des sélections de Rafael Leão | Liste des sélections de Rafael Leão | Liste des sélections de Rafael Leão | Liste des sélections de Rafael Leão                                                                   |
| 0                                   | Date                                | Lieu                                | Compétition                         | Résultat                            | Adversaire                          | Notes                                                                                                 |
| ----------------------------------- | ----------------------------------- | ----------------------------------- | ----------------------------------- | ----------------------------------- | ----------------------------------- | --- |
| 1er                                 | 9 octobre 2021                      | Stade de l'Algarve, Almancil        | Match amical                        | 3 - 0                               | Qatar                               | Entre en jeu à la place de Cristiano Ronaldo à la 46e minute.                                         |
| 2e                                  | 12 octobre 2021                     | Estádio da Luz, Lisbonne            | Éliminatoires CDM 2022              | 5 - 0                               | Luxembourg                          | Entre en jeu à la place d'André Silva à la 73e minute.                                                |
| 3e                                  | 11 novembre 2021                    | Aviva Stadium, Dublin               | Éliminatoires CDM 2022              | 0 - 0                               | République d'Irlande                | Entre en jeu à la place de Gonçalo Guedes à la 56e minute et remplacé par José Fonte à la 83e minute. |
| 4e                                  | 24 mars 2022                        | Estádio da Luz, Lisbonne            | Éliminatoires CDM 2022              | 3 - 1                               | Turquie                             | Entre en jeu à la place d'Otávio à la 89e minute.                                                     |
| 5e                                  | 29 mars 2022                        | Stade du Dragon, Porto              | Éliminatoires CDM 2022              | 2 - 0                               | Macédoine du Nord                   | Entre en jeu à la place de Diogo Jota à la 77e minute.                                                |
| 6e                                  | 2 juin 2022                         | Stade Benito-Villamarín, Séville    | Ligue des nations 2022-2023         | 1 - 1                               | Espagne                             | Titulaire et remplacé par Ricardo Horta à la 72e minute.                                              |
| 7e                                  | 5 juin 2022                         | Estádio José Alvalade XXI, Lisbonne | Ligue des nations 2022-2023         | 4 - 0                               | Suisse                              | Entre en jeu à la place d'Otávio à la 77e minute.                                                     |
| 8e                                  | 9 juin 2022                         | Estádio José Alvalade XXI, Lisbonne | Ligue des nations 2022-2023         | 2 - 0                               | Tchéquie                            | Entre en jeu à la place de Diogo Jota à la 80e minute.                                                |
| 9e                                  | 12 juin 2022                        | Stade de Genève, Genève             | Ligue des nations 2022-2023         | 1 - 0                               | Suisse                              | Titulaire et remplacé par Diogo Jota à la 62e minute.                                                 |
| 10e                                 | 24 septembre 2022                   | Fortuna Arena, Prague               | Ligue des nations 2022-2023         | 0 - 4                               | Tchéquie                            | Titulaire et remplacé par Diogo Jota à la 67e minute.                                                 |
| 11e                                 | 27 septembre 2022                   | Estádio da Luz, Lisbonne            | Ligue des nations 2022-2023         | 0 - 1                               | Espagne                             | Entre en jeu à la place de William Carvalho à la 78e minute.                                          |
| 12e                                 | 24 novembre 2022                    | Stade 974, Doha                     | Coupe du monde 2022                 | 3 - 2                               | Ghana                               | Entre en jeu à la place de Rúben Neves à la 77e minute.                                               |
| 13e                                 | 28 novembre 2022                    | Stade de Lusail, Lusail             | Coupe du monde 2022                 | 2 - 0                               | Uruguay                             | Entre en jeu à la place de Rúben Neves à la 69e minute.                                               |
| 14e                                 | 2 décembre 2022                     | Education City Stadium, Al Rayyan   | Coupe du monde 2022                 | 2 - 1                               | Corée du Sud                        | Entre en jeu à la place de Rúben Neves à la 65e minute.                                               |
| 15e                                 | 6 décembre 2022                     | Stade de Lusail, Lusail             | Coupe du monde 2022                 | 6 - 1                               | Suisse                              | Entre en jeu à la place de Bruno Fernandes à la 87e minute.                                           |
| 16e                                 | 10 décembre 2022                    | Stade Al-Thumama, Doha              | Coupe du monde 2022                 | 1 - 0                               | Maroc                               | Entre en jeu à la place de Gonçalo Ramos à la 69e minute.                                             |
| 17e                                 | 23 mars 2023                        | Estádio José Alvalade XXI, Lisbonne | Éliminatoires Euro 2024             | 4 - 0                               | Liechtenstein                       | Entre en jeu à la place de João Félix à la 67e minute.                                                |
| 18e                                 | 26 mars 2023                        | Stade de Luxembourg, Luxembourg     | Éliminatoires Euro 2024             | 0 - 6                               | Luxembourg                          | Entre en jeu à la place de Bruno Fernandes à la 75e minute.                                           |
| 19e                                 | 20 juin 2023                        | Laugardalsvöllur, Reykjavik         | Éliminatoires Euro 2024             | 0 - 1                               | Islande                             | Titulaire.                                                                                            |
| 20e                                 | 8 septembre 2023                    | Tehelné pole, Bratislava            | Éliminatoires Euro 2024             | 0 - 1                               | Slovaquie                           | Titulaire et remplacé par Pedro Neto à la 63e minute.                                                 |
| 21e                                 | 11 septembre 2023                   | Stade de l'Algarve, Almancil        | Éliminatoires Euro 2024             | 9 - 0                               | Luxembourg                          | Titulaire et remplacé par Otávio à la 75e minute.                                                     |

| Buts internationaux de Rafael Leão | Buts internationaux de Rafael Leão | Buts internationaux de Rafael Leão | Buts internationaux de Rafael Leão | Buts internationaux de Rafael Leão | Buts internationaux de Rafael Leão | Buts internationaux de Rafael Leão | Buts internationaux de Rafael Leão | Buts internationaux de Rafael Leão |
| 0                                  | Date                               | Lieu                               | Compétition                        | Résultat                           | Adversaire                         | Détail                             | Détail                             | Sél.                               |
| ---------------------------------- | ---------------------------------- | ---------------------------------- | ---------------------------------- | ---------------------------------- | ---------------------------------- | ---------------------------------- | ---------------------------------- | ---------------------------------- |
| 1er                                | 24 novembre 2022                   | Stade 974, Doha                    | Coupe du monde 2022                | 3 - 2                              | Ghana                              | 80e                                | 3-1                                | 12e                                |
| 2e                                 | 6 décembre 2022                    | Stade de Lusail, Lusail            | Coupe du monde 2022                | 6 - 1                              | Suisse                             | 90+2e                              | 6-1                                | 15e                                |
| 3e                                 | 26 mars 2023                       | Stade de Luxembourg, Luxembourg    | Éliminatoires Euro 2024            | 0 - 6                              | Luxembourg                         | 88e                                | 0-6                                | 18e                                |

## Palmarès

### En club
- Lille OSC
  - Vice-champion de France en 2019

- Milan AC
  - Champion d'Italie en 2022
  - Vice-champion d'Italie en 2021 et en 2024
  - Vainqueur de la Supercoupe d'Italie en 2024

### En sélection
- Vainqueur du championnat d'Europe des moins de 17 ans en 2016
- Finaliste du championnat d'Europe des moins de 19 ans en 2017
- Vainqueur de la Ligue des Nations en   2025

### Distinction personnelle
- 14e au Ballon d'or 2022
- Meilleur joueur de l'année de Serie A en 2022
- Meilleur passeur de Serie A en 2024

## Vie personnelle
Leão est également un rappeur et publie sa musique sous le nom de WAY 45,.
En plus de sa langue maternelle portugaise, Leão parle couramment l'anglais, l'italien ainsi que le français depuis son passage à Lille,.
En novembre 2024, sa conjointe Ines Rebelo donne naissance à deux jumeaux.